# Francesco Coco
Francesco Coco (Paternò, 8 januari 1977) is een Italiaans voormalig voetballer.
In het seizoen 1995/96 debuteerde Coco in het eerste elftal van AC Milan. Hij gold als een groot talent, maar in zijn eerste seizoenen kwam de verdediger vanwege de sterke concurrentie niet al te vaak aan spelen bij Milan. Daarom werd Coco tweemaal verhuurd: in 1997/98 aan Vicenza en in 1999/00 aan Torino. Bij deze clubs speelde Coco wel regelmatig. Bij zijn terugkeer bij AC Milan in 2000 leek Coco eindelijk te zijn doorgebroken bij de rossoneri met dertig competitieduels en twee doelpunten. Aan het begin van het seizoen 2000/01 verloor hij echter zijn plaats aan Kacha Kaladze en Coco ging op huurbasis naar FC Barcelona. Ook daar was hij in eerste instantie wisselspeler, maar toen aanvoerder en vaste linksback Sergi Barjuán geblesseerd raakte, greep Coco zijn kans. Hij kwam uiteindelijk tot 23 competitieduels voor de Catalaanse club. Na het Wereldkampioenschap voetbal 2002, waar Coco met Italië in de achtste finales door Zuid-Korea werd uitgeschakeld, vertrok de verdediger naar Internazionale. AC Milan ruilde hem voor Clarence Seedorf. Seedorf ging van Inter naar AC Milan, Coco ging van AC Milan naar Inter. Na een goed eerste seizoen raakte hij door diverse blessures langzaam uit beeld bij de Milanese club. Nadat transfers naar Ajax en Newcastle United niet doorgingen, vertrok Coco naar Livorno. Nadat zijn eenjarig huurcontract met Livorno afgelopen was, is hij weer teruggegaan naar Inter Milan. Nu speelt Coco tot juni op huurbasis voor Torino FC.
Francesco Coco heeft ook zijn eigen kledinglijn Urban 77 genaamd. Hij heeft enkele winkels in Legnano (MI) die nu beheerd worden door zijn vader Antonino (Nino) Coco. Naast een bekende voetballer is Coco ook bekend in de Italiaanse beau monde. Hij is een veel geziene gast op allerlei feestjes en andere mondaine plaatsen. Coco was ooit verloofd met het Italiaanse model en actrice Manuela Arcuri. Coco was de laatste tijd veel te zien op de Italiaanse televisie, zo presenteerde hij het programma "Quelli che il calcio" op Rai Due en was hij te gast in "100% Calcio" op Sky Sport 1. Tevens heeft hij het voorwoord geschreven van het pas verschenen boek "Mio marito e' un calciatore".

## Loopbaan
- 1993-1997 AC Milan
- 1997/98 Vicenza Calcio
- 1998/99 AC Milan
- 1999/00 Torino FC
- 2000/01 AC Milan
- 2001/02 FC Barcelona
- 2002-2005 Internazionale
- 2005-2006 Livorno Calcio
- 2006-2007 Internazionale
- 2007      Torino FC